# Frettecuisse
Frettecuisse – miejscowość i gmina we Francji, w regionie Hauts-de-France, w departamencie Somma.
Według danych na rok 2011 gminę zamieszkiwały 72 osoby, a gęstość zaludnienia wynosiła 14 osób/km² (wśród 2293 gmin Pikardii Frettecuisse plasuje się na 918. miejscu pod względem liczby ludności, natomiast pod względem powierzchni na miejscu 848.).